# Mount Rushmore National Memorial
Le Mount Rushmore National Memorial est une aire protégée américaine située dans le comté de Pennington, au Dakota du Sud. Ce mémorial national géré par le National Park Service s'étend sur 5,17 km2 autour du mont Rushmore, qui en est la principale attraction touristique. Il abrite en outre un sentier de randonnée classé National Recreation Trail depuis 2018, le Blackberry Trail. Il est lui-même inscrit au Registre national des lieux historiques depuis le 15 octobre 1966.